# Володимирівка (Сватівський район)
Володи́мирівка —  село в Україні, у Коломийчиській сільській громаді Сватівського району Луганської області. Населення становить 188 осіб. Орган місцевого самоврядування — Куземівська сільська рада.

## Новітня історія
Захоплена ЛНР у 2022 року. Звільнена 2 січня 2023 року ЗСУ.

## Населення

### Мова
Розподіл населення за рідною мовою за даними перепису 2001 року:
| Мова       | Кількість | Відсоток |
| ---------- | --------- | -------- |
| українська | 155       | 82.45%   |
| російська  | 31        | 17.55%   |
| Усього     | 188       | 100%     |